# Scoliopteryx
Scoliopteryx es un género monotípico de lepidópteros de la familia Erebidae, miembro de la tribu Scoliopterygini. Su única especie es:  Scoliopteryx libatrix – "the herald" Linnaeus, 1758

## Descripción
Es una especie común que se encuentra en Gran Bretaña. Tiene una envergadura de solo 44 mm o menos.  El período de vuelo es entre junio y noviembre, con una o dos crías. Durante el invierno la mariposa hiberna en estructuras oscuras (por ejemplo, bodegas, graneros y cuevas), volviendo a levantar el vuelo otra vez desde marzo a junio. Su hábitat son los parques,  bosques y jardines.
Las orugas son de un verde brillante común a muchas orugas. Son algo distintas por las líneas finas amarillas que cruzan el cuerpo entre los segmentos.

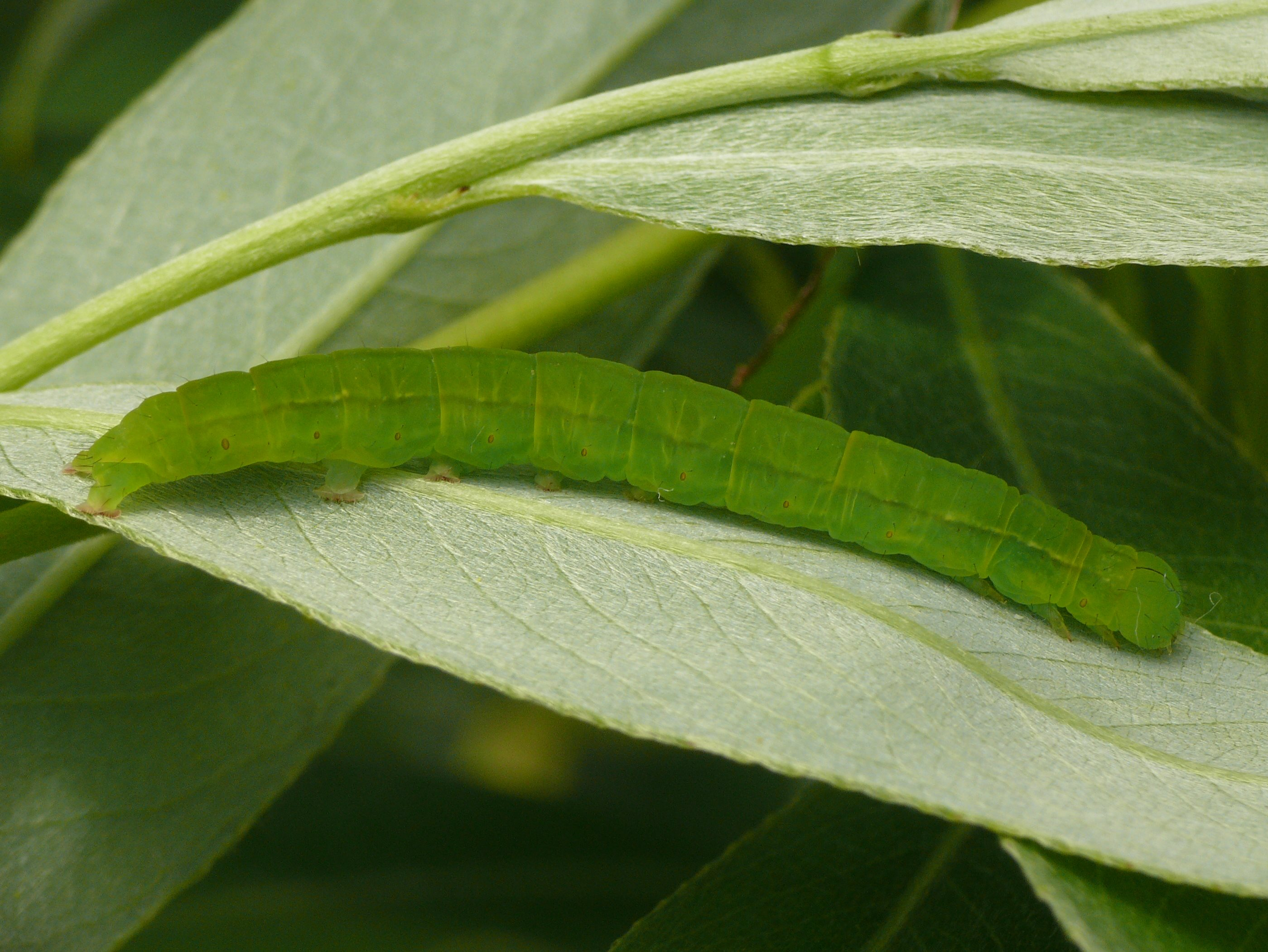
Larva